# Serra de la Guàrdia (Begues)
La Serra de la Guàrdia és una serra situada al municipi de Begues a la comarca del Baix Llobregat, amb una elevació màxima de 540 metres.